# 法属安的列斯
法属安的列斯（法語：Antilles françaises）或法属西印度群岛这一术语是指现由法国行使主权的七个位于加勒比海中的安的列斯群岛的领地。
- 2个海外省：
  -  瓜德羅普
  - 本部：格朗德特尔岛、巴斯特尔岛
  - 屬地：桑特群岛、玛丽-加朗特岛、拉代西拉德岛
  -  馬提尼克
- 2个海外集体：
  -  法屬聖馬丁
  -  聖巴泰勒米

## 歷史

### 法國特許公司
1625年，法國探險家皮埃爾·貝蘭·德斯南布克抵達圣基茨岛，並且於巴士地建立定居點。而兩年前，亦即1623年，英國人已經在島上舊羅德鎮建立殖民據點。英法兩國開始割據此島，並且以其爲大本營，向外擴張殖民地。1626年，黎希留公爵授權建立聖克里斯多福公司負責當地的殖民事宜。1628年，法國設立法屬安的列斯總督一職，皮埃爾成爲第一任總督。1635年，由於公司運作不佳，黎希留公爵將其重組爲法屬美洲島嶼公司。1651年，該公司解散，將所屬島嶼售予各方。1664年，法國西印度公司成立。

### 西班牙島 (亦稱伊斯帕尼奧拉島）
1625年，法國海盜開始佔領西班牙島的西岸。而西班牙殖民者早已在1492年被哥倫布以西班牙的名義所佔領，但一直不受重視。雖然西班牙屢次展開海盜據點清理行動，但在1659年，法國正式稱該島東部爲法國殖民地法屬聖多明哥。西班牙於1697年根據雷斯威克條約正式承認法國在該島西部的主權。法屬聖多明哥被稱作“安的列斯珍珠”，是法蘭西帝國在18世紀時期最富裕的殖民地之一。歐洲當時40%的糖和60%的咖啡都產自該地，法屬聖多明哥的產糖量比整個英屬西印度都要高。1791年，在杜桑·盧維杜爾的領導下，該島爆發海地革命。1795年，西班牙將島嶼的東部西屬聖多明哥亦割讓予法國，法國開始統治全島，但西屬部分人民對割讓反應激烈，對法國政府充滿敵意；而法國方面則未採取更多行動來固化對東部的統治。1801年，杜桑·盧維杜爾佔領西屬聖多明哥，統一整個西班牙島，並且頒佈憲法，成爲該島終身總督，但盧維杜爾並無直接宣佈獨立，並且1801年憲法第一條寫明，西班牙島是法國殖民帝國的一部分。由於盧維圖爾在1801年抗拒拿破崙的命令，進軍並征服了東部的西屬聖多明各，法國政府被其激怒。同時亦由於法國打算在西班牙島恢復奴隸制度，故於1802年，法國派出兩萬人的軍隊試圖恢復法國統治秩序， 但軍隊多數人死於黃熱病。1803年，法軍殘部撤出該島，1804年，海地宣佈獨立，成立海地第一帝國，但西班牙島的東部依然爲法國所有。1809年，島嶼的東部最終重回西班牙擁抱。

### 多米尼加
1635年，法國宣稱擁有多米尼克（亦有稱爲1632年），但並未建立任何殖民據點。1660年英法雙方達成協議將多米尼克作爲中立地。(大英百科全書稱爲第二亞琛和約，但實質上該條約並無解決英法於西印度群島的貿易糾紛)1763年巴黎條約法國正式將該島劃分於英國，但隨後法國對該島實行數次入侵，最終於1805年徹底放棄。由於該島至1690年開始，陸續有從瓜德羅普及馬提尼克的法國伐木工人開發該地，以法語爲基礎的克里奧爾語亦逐漸形成，因此雖1805年後英語成爲該島的官方語言，但當地的法語文化依然被保留，並且由於比鄰法屬瓜德羅普及馬提尼克，導致法語文化一直未被英語式微。

### 千里達島
千里達島在西班牙殖民時期少有建樹。雖然島嶼的地理位置優越，但是島上卻一直人煙稀少。1783年，西班牙國王查理三世允許其他島嶼上的法國人前往該島開墾。西班牙多年來爲此島吸引開發者而給予了衆多優惠政策，例如免稅或者送地。法國大革命後，有更多法國移民前往該島，這導致了該島複雜的文化認同，集合了西班牙，法國，英國等地的文化。1797年，千里達島成爲英國皇家殖民地，但法語人口早已在島上扎根。

### 其他島嶼
1635年，居住在圣基茨岛的法國人受英國驅趕，因此大批移民至瓜德羅普及馬提尼克及建立殖民點，並且而法蘭西堡爲中心向外擴張，佔領了多個島嶼，包括1643年聖盧西亞，1649年格林納達島，1650年聖克羅伊島等，多巴哥島等。但是這些島嶼都與其他西印度群島姊妹一樣，在殖民時期都幾經易手，屬國歷史十分複雜，尤其是多巴哥島，就曾被易手多達33次。

### 法國海外部分
1946年法國《海外省法》給予仍然處於法國統治的瓜德羅普及馬提尼克以海外省地位，與法國歐洲本土的省份行政地位相同。至此，該兩地結束其法國殖民地的歷史，而開始融入法國正式建制。所有海外省均爲歐盟領土，適用歐盟法律並且使用歐羅，同時亦爲關稅同盟成員，但並不加入申根區。2007年2月22日，法屬聖馬丁及聖巴泰勒米從瓜德羅普中單獨列出，兩地分別成爲法國海外集體。成爲海外集體後兩地皆不再屬於歐盟領土。但法屬聖馬丁根據歐洲聯盟基本條約第349及355條成爲歐盟域外領土，適用歐盟法律及使用歐羅。 而聖巴泰勒米則沒有選擇加入，而成爲歐盟域外國家及領土。
| 名稱                                     | 最大定居點 | 人口 (2011年1月數據) | 面積 (平方公里) | 人口密度(人/每平方公里) | 註釋                                    |
| ---------------------------------------- | ---------- | -------------------- | --------------- | ----------------------- | --------------------------------------- |
| 馬提尼克                                 | 法蘭西堡   | 392,291              | 1,128           | 348                     | 海外省                                  |
| 瓜德羅普本部 (巴斯特尔岛 & 格朗德特尔岛) | 皮特爾角城 | 388,795              | 1,436           | 271                     | 海外省                                  |
| 法屬聖馬丁                               | 馬里戈特   | 36,286               | 53              | 685                     | 海外集體，2007年2月22日從瓜德羅普中分出 |
| 玛丽-加朗特岛                            | 格朗堡     | 11,404               | 158             | 72                      | 瓜德羅普屬地                            |
| 聖巴泰勒米                               | 古斯塔維亞 | 9,035                | 25              | 361                     | 海外集體，2007年2月22日從瓜德羅普中分出 |
| 桑特群島                                 | 上島       | 2,882                | 13              | 225                     | 瓜德羅普屬地                            |
| 拉代西拉德島                             | 波塞茹尔   | 1,554                | 21              | 74                      | 瓜德羅普屬地                            |
| 總數                                     |            | 842,247              | 2,834           | 297                     |                                         |

## 歷史上的其他該區域領土

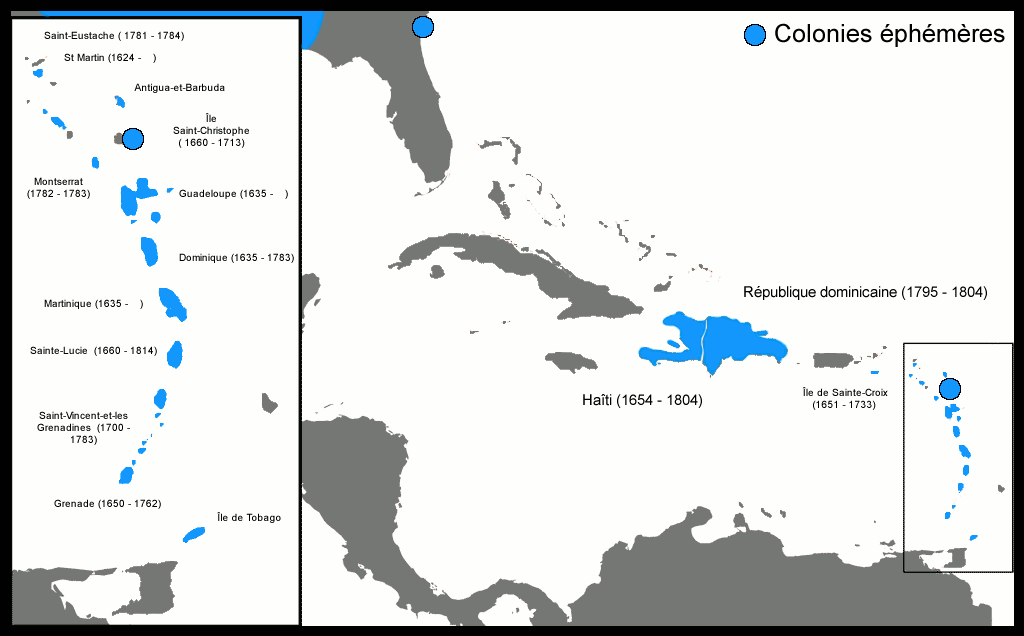
歷史上屬於法屬安的列斯的領土

列表爲歷史上屬於法屬安的列斯，但是現今已經獨立從屬其他國家的島嶼。
| 歷史領土           | 開始         | 結束                            | 位置           | 現今屬國       |
| ------------------ | ------------ | ------------------------------- | -------------- | -------------- |
| 法屬聖多明哥       | 1626         | 1804 (獨立)                     | 大安地列斯群島 | 海地           |
| 多米尼克           | 1635(或1632) | 1763 (巴黎條約)                 | 小安地列斯群島 | 多米尼克       |
| 格林納達島         | 1649         | 1763 (巴黎條約)                 | 小安地列斯群島 | 格瑞那達       |
| 特克斯和凱科斯群島 | 17世紀       | 17世紀                          | 小安地列斯群島 |                |
| 聖克羅伊島         | 1651         | 1733                            | 小安地列斯群島 | 美屬維爾京群島 |
| 圣基茨岛           | 1625         | 1713 (烏得勒支和約)             | 小安地列斯群島 | 圣基茨和尼维斯 |
| 圣卢西亚           | 1643         | 1814 (巴黎條約)                 | 小安地列斯群島 | 圣卢西亚       |
| 圣文森特岛         | 1719         | 1783 (凡爾賽條約)               | 小安地列斯群島 |                |
| 多巴哥岛           | 1713 1783    | 1763 (巴黎條約) 1814 (巴黎條約) | 小安地列斯群島 | 千里達及托巴哥 |
| 法屬聖多明哥       | 1795         | 1809                            | 大安地列斯群島 |                |

## 法語加勒比地區
法語加勒比地區是指西印度群島上講法語或克里奧爾語的地區。該地區是法語美洲的組成部分之一。
法語加勒比地區的含義要被法屬安的斯列要含糊，因爲前者意指西印度群島中所有受法國文化影響的地區，而後者則爲直屬法國的行政區域。
以下領土爲傳統上受法國文化影響的地區。
- 法國:
  -  法属圣马丁
- 獨立國家:
  -  海地
  -  多米尼克*
  -  圣卢西亚*

(*) = 從英國獨立的國家。英語是當地的官方語言，但是以法語爲基礎的克里奧爾語由於歷史原因亦被當地人廣泛使用

## 另見
- 法国海外部分（海外省・海外集体・海外領土）
- 法語美洲
- 西印度群岛（荷屬・英屬・西屬・丹屬）